# Time of Violence
Time of Violence (en búlgaro, Време на насилие, transliterado como: Vreme na nasilie) es una película dramática búlgara de 1988 basada en la novela Vreme razdelno (Време разделно, "Time of Parting") de Anton Donchev. Consta de dos episodios con una duración combinada de 288 minutos. Se proyectó en la sección Un Certain Regard del Festival de Cine de Cannes de 1988. La película fue seleccionada como la entrada búlgara a la Mejor Película en Lengua Extranjera en la 62.ª edición de los Premios de la Academia, pero no fue nominada.

## Sinopsis
La película está ambientada en el Imperio Otomano, en 1668. Mientras Köprülü Fazıl Ahmed Pasha concentra sus esfuerzos bélicos en la guerra de Creta, se vuelve paranoico con los súbditos cristianos del sultán, convencido de que son una amenaza incontrolable para el imperio a menos que se islamicen. Uno de los objetivos es Elindenya, una aldea ubicada en un valle de Ródope donde la forma de vida de los cristianos búlgaros se dejó en su mayor parte solo bajo el gobierno del gobernador otomano Süleyman Agha. Se envía un regimiento sipahi al valle con la misión de convertir a la población cristiana al islam, por la fuerza si es necesario. Lo extraordinario es que el regimiento está dirigido por Kara Ibrahim, una devshirme fanática de Elindenya, y aunque Süleyman Agha, sintiendo que su gobierno auto-ordenado está en juego, se opone a las conversiones forzadas, Kara Ibrahim favorece las medidas de brutalidad extrema contra la población local. Búlgaros, incluida su propia familia.

## Reparto
- Yosif Sarchadzhiev como Kara Ibrahim
- Rusi Chanev como El Sacerdote, pop Aligorko
- Ivan Krastev como Manol
- Anya Pencheva como Sevda
- Valter Toski como el veneciano
- Vasil Mihaylov como Süleyman Aga
- Kalina Stefanova como Elitza
- Max Freeman como Momchil
- Konstantin Kotsev como Karaibrahim, padre dyado Galushko
- Stoyko Peev como Goran
- Bogomil Simeonov como Ismail Bey
- Djoko Rosic como Kara Hasan
- Velko Kanev como Köprülü Fazıl Ahmed Pasha
- Stefka Berova como Gyulfie
- Angel Ivanov como Mircho
- Nikola Todev como Stoyko protsvet